# John Fenn
John Bennett Fenn (ur. 15 czerwca 1917 w Nowym Jorku, zm. 10 grudnia 2010 w Richmond) – amerykański chemik, laureat Nagrody Nobla w dziedzinie chemii w 2002 roku.
Studiował na Berea College (w Berea). Doktorat obronił na Uniwersytecie Yale. Przez wiele lat pracował na tej uczelni, następnie był profesorem na Uniwersytecie Wspólnoty Wirginii (w Richmond).
Jako pierwszy zastosował metodę jonizacji substancji przez elektrorozpylanie do analizy wielkocząsteczkowych biopolimerów w spektrometrach mas. Za prace te otrzymał Nagrodę Nobla z chemii w 2002, wspólnie ze Szwajcarem Kurtem Wüthrichem i Japończykiem Koichi Tanaką.